# سازه پی
سازهٔ پی گونه‌ای سازهٔ جابجاشدنی است که بویژه در مگس سرکه یافت می‌شود. سازهٔ پی کاربرد گسترده‌ای در جهش‌زایی دارد و همچنین در پژوهشهای ژنتیکی، برای پدیدآوردن مگس‌هایی که ژن آنها دستکاری شده، آن را به کار می‌برند.